# Promesas sobre el bidet
«Promesas sobre el bidet» es una canción compuesta por el músico argentino Charly García en 1984, incluida en el álbum solista Piano Bar del mismo año, álbum ubicado en la posición n.º 12 de la lista de los 100 mejores álbumes del rock argentino por la revista Rolling Stone.
Es una de las canciones más destacadas del cancionero de García. El tema está interpretado por García (teclados, guitarra y primera voz), acompañado por su banda de soporte integrada por Fito Páez (teclados y coros), Pablo Guyot (guitarra), Alfredo Toth (bajo y coros) y Willy Iturri (batería).

## La letra
La letra del tema evoca al autor dirigiéndose a otra persona, a quién le pide «por favor» que no haga «promesas sobre el bidet», que no le abra más los sobres, que no beba más y que no llore. Él a su vez le promete que le escribirá, «si es que para de llover» y si es que para de correr. En el estribillo de la canción, el autor le pregunta a su interlocutor, por qué lo trata tan bien y por qué lo trata tan mal, para confesarle a su vez, que a veces él está bien y a veces está down, debido a no haber aprendido a vivir. La canción concluye con una frase de desencuentro: «cada cual tiene un trip en el bocho; difícil que lleguemos a ponernos de acuerdo».

Por qué me tratas tan bien, me tratas tan mal,
Sabés que no aprendí a vivir
A veces estoy tan bien, estoy tan down
Calambres en el alma
Cada cuál tiene un trip en el bocho
Difícil que lleguemos a ponernos de acuerdo.

El músico y periodista Roberto Pettinato ha contado cómo se originó la letra. Allá por agosto de 1984, Pettinato le realizó una entrevista a Charly García para la revista Libre, de la Editorial Perfil. En ese momento García se preparaba para grabar su tercer álbum solista (el primero compuesto desde la recuperación de la democracia en diciembre de 1983) y estaba viviendo las secuelas del famoso escándalo generado como consecuencia de haberse bajado los pantalones y mostrar sus genitales en un recital realizado en Córdoba (Pettinato dice Mendoza, donde también sucedió un escándalo similar tres años después), en diciembre de 1983. La justicia de Córdoba le había abierto un proceso judicial acusándolo del delito de exhibiciones obscenas y una parte de la prensa censuraba su conducta. Cuando llegó el momento de tomar las fotos para acompañar el reportaje, García decidió sacarse la ropa y realizar toda la serie fotográfica, desnudo. De vuelta en la redacción, Jorge Fontevecchia, director y propietario de la editorial de la revista, decidió poner en tapa una de las fotos, en la que Charly está desnudo sentado en el inodoro. El músico se enteró y llamó desesperado a Pettinato para frenar la publicación de la foto, sumamente preocupado por las consecuencias que podía tener en la causa penal y la crítica de la prensa. Pettinato entonces, le prometió hablar con Fontevecchia para tratar de evitar la publicación de la foto. Pero Fontevecchia no cedió, y el siguiente número, de septiembre, de la revista Libre, salió a la calle con la foto en tapa de Charly desnudo sobre el inodoro y el título «Desnudamos a Charly García». García se enojó con Pettinato y le reclamó diciéndole «Vos me lo prometiste en el baño». Dos meses después Charly lanzó su álbum Piano Bar, incluyendo la canción.

## La música
La forma de la canción tiene una fuerte influencia beatle, notable en el uso del refrán y un puente duplicado.
La canción está compuesta en tonalidad re menor antigua y el cuerpo se basa en una sucesión circular marcada por un metrónomo, de tres acordes (sol menor con séptima menor [Gm7], la menor con séptima menor [Am7] y re menor con séptima menor [Dm7]), acompañada por un riff de bajo con las mismas notas pero cambiadas de orden, que incluye una síncopa al inicio de cada ciclo.